# Nonsenso

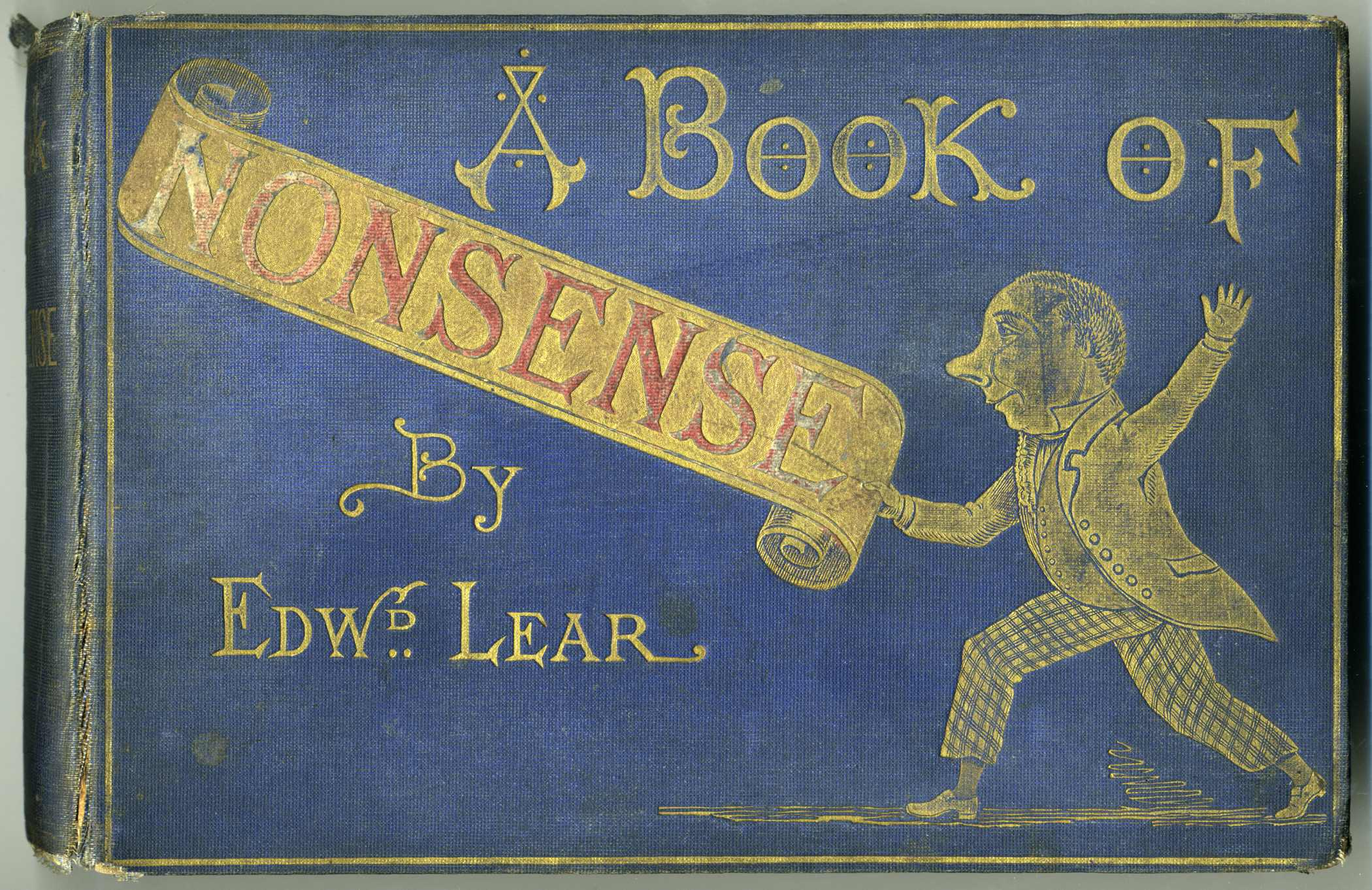
Copertina di A Book of Nonsense di Edward Lear (ca. 1875)

Un nonsenso (o anche nonsense, con termine prestato dall'inglese) è un'espressione – parola, proposizione o frase complessa – che appare priva di significato.
Il nonsenso è utilizzato in letteratura e famosi esempi sono rappresentati dai limerick. Alcuni nonsensi sono introdotti nella lingua comune dai giovani, o dai grandi successi cinematografici o letterari.
Il concetto di nonsenso, intrinsecamente ambiguo, nella lingua tedesca viene chiarito mediante due distinti termini: Unsinn, che sta per "insensatezza", in quanto "stupidaggine", "assurdità" (ambito della cultura popolare), e Nonsens, che definisce il nonsenso "puro", nome di un genere specifico (ambito della letteratura).

## Caratteristiche
Il nonsenso, più che un genere letterario a sé stante, è un genere parassita che appare all'interno degli altri generi o tipi letterari, come i versi, le poesie, i romanzi, i racconti brevi, le canzoni, gli articoli di giornale, le ricette e le classificazioni scientifiche, in cui la rigida correttezza formale viene spesso controbilanciata da un caos semantico e da doppi significati.
L'effetto del nonsenso è spesso ottenuto per eccesso di significati, e non per assenza. Tigges indica gli strumenti tecnici che caratterizzano il genere:
- arbitrarietà
- imprecisioni
- incongruenze
- inversioni
- mancato nesso causa-effetto
- negazione o clonazione
- neologismi
- parole macedonia
- ripetizioni senza fine
- simultaneità

Heyman, osservando che il nonsenso trova il suo fondamento nella parodia, individua inoltre le seguenti tecniche:
- affermazione dell'ovvio
- precisione assurda
- reduplicazione
- tautologia

## Nonsenso in letteratura
Il nonsenso può esistere anche come genere a sé, in cui diversi strumenti sono usati per ottenere un attento equilibrio stilistico. La letteratura del nonsenso, sia poesia sia prosa, si basa sull'armonizzazione tra ordine e caos, tra senso compiuto e non. Spesso presenta un mondo capovolto o alterato, ma è un genere distinto dal fantasy, dal grottesco e dall'umorismo surreale.
Il nonsenso presenta frequentemente, ma non sempre, una matrice umoristica, che nasce però da uno spunto diverso rispetto ad uno scherzo: il nonsenso suscita l'ilarità perché non ha senso, mentre lo scherzo perché ha un senso particolare.
La poesia Jabberwocky di Lewis Carroll, pubblicata nel 1871 in Attraverso lo specchio e quel che Alice vi trovò, è considerata un esempio classico di nonsenso in letteratura. È costruita usando quasi tutte parole prive di senso (che però vengono poi in parte spiegate dal personaggio di Humpty Dumpty, che le interpreta come portmanteau).
Questo genere di poesie, che possono acquistare significato grazie al fonosimbolismo delle parole inventate, è detto metasemantica e il massimo rappresentante italiano di tale tecnica è Fosco Maraini, autore delle Fànfole (1966).
Il linguaggio onirico di James Joyce nella novella Finnegans Wake ne è un alto esempio. Pieno di parole portmanteau, sembra essere denso di significati, stratificati su diversi livelli. In molti passaggi è però difficile capire quale sia il senso "inteso" o "corretto", e il lettore rimane con il dubbio che non ce ne sia alcuno.
Edward Lear (1812-1888) e Lewis Carroll (1832-1898) sono riconosciuti come i fondatori del nonsenso letterario in lingua inglese, ma durante il XX secolo il genere comincia ad essere praticato da molti altri autori, in varie lingue europee, come Raymond Queneau, Jorge Luis Borges e Dino Buzzati. Troviamo inoltre: Mervyn Peake, Edward Gorey, Flann O'Brien, Alan Watts, Theodor Seuss Geisel, Carl Sandburg, Laura Elizabeth Howe Richards, Spike Milligan, Jack Prelutsky, Shel Silverstein, Michael Rosen, Anushka Ravishankar, Mike Gordon e James Thurber.
Nella cultura italiana il nonsenso viene praticato nella letteratura per bambini, come quella di Gianni Rodari, ma a partire dalla fine del Novecento questo genere tende a confinarsi quale forma di umorismo (come già alle sue origini, a partire dal Quattrocento), per esempio in Nino Frassica, Federico Maria Sardelli, Alessandro Bergonzoni e Stefano Benni.
Quasi ogni forma di nonsenso rimane pesantemente legata alla lingua e alla cultura d'origine, ed è di impossibile o difficile traduzione.

## Nonsenso in musica
Alcuni artisti musicali hanno ampiamente fatto uso del nonsenso per ottenere un effetto straniante, umoristico, o per nascondere testi altrimenti censurabili, in cui poter parlare liberamente di politica, per esempio. Noti autori internazionali di testi nonsenso sono John Lennon, Frank Zappa e Noel Gallagher.
Tra i tanti artisti italiani che hanno fatto uso del nonsenso vanno ricordati Rino Gaetano (nella maggior parte dei suoi brani) e Bugo (pure autore di neologismi, come ad esempio "nutellate", in C'è crisi), ma anche il gruppo Le Figlie del Vento (in Sugli sugli bane bane) e gli Squallor (come nel brano 38 luglio).
Tra le sigle di programmi televisivi vanno ricordate: Emilio (sigla dell'omonimo programma di Italia 1) e Eo Eo di Luca Laurenti (sigla di Tira & Molla, andato in onda su Canale 5, con Paolo Bonolis e lo stesso Laurenti).
Una delle massime manifestazioni di nonsenso in musica è il brano Prisencolinensinainciusol di Adriano Celentano.

## Nonsenso nella cultura di massa
Un celebre nonsenso italiano è la "supercazzola", che si ispira al film Amici miei di Mario Monicelli. Consiste nell'investire la vittima di una burla con una raffica di parole incomprensibili, spesso condite con turpiloquio mascherato, in cui viene inserita in genere una parola significativa e riconoscibile che dia autorità al discorso (ad esempio, prefettura o vicesindaco), e metta in posizione di inferiorità l'interlocutore (nel caso specifico, un vigile urbano).
Ciò che connota la supercazzola, oltre allo spirito burlesco, è il proposito di confondere. Esempi: «supercàzzola prematurata con scappellamento», «come fosse antani», «(s)blinda» e «taràpia tapioco». La stessa parola, che in origine era supercazzora, male intesa dalla maggior parte del pubblico, si è diffusa nella forma di supercazzola.